# Manuel Huerga

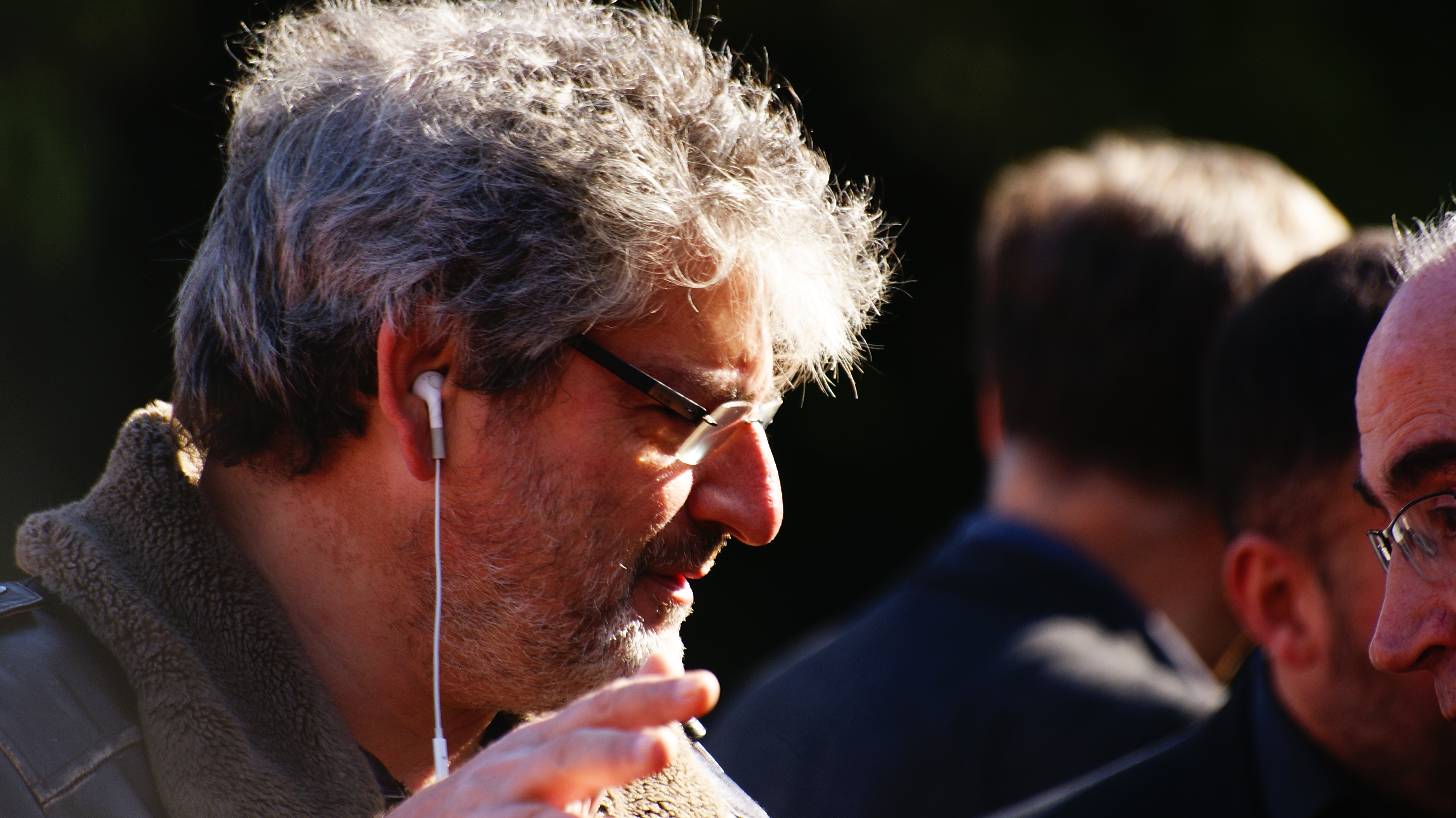
Manuel Huerga a l'acte de presentació dels nominats dels IV premis Gaudí de Cinema

Manuel Huerga (Barcelona, 20 d'octubre de 1957) és un guionista, director de cinema i de televisió català.

## Carrera

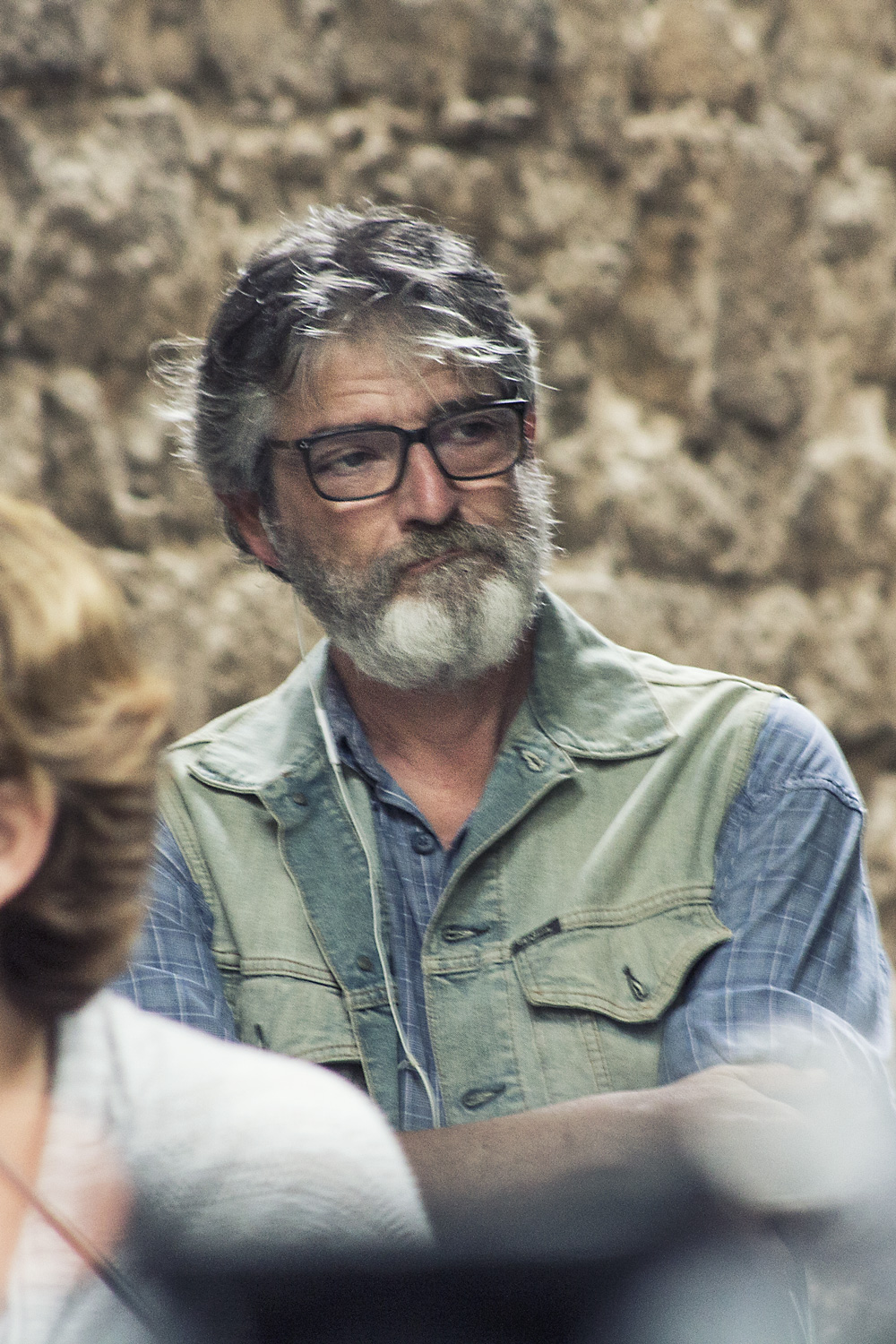
Manuel Huerga, a la presentació del manifest de suport a Barcelona en Comú, el 2015

Manuel Huerga va estudiar Geografia i Història a la UB (Cinema i Vídeo experimental) 1975-1979.
L'any 1977 funda Film Vídeo Informació (FVI) juntament amb Eugènia Balcells, Eugeni Bonet i Juan Bufill. Des d'aquesta plataforma publiquen dos números de la revista fanzine "Visual" i organitzen activitats destinades a la difusió del cinema i el vídeo de caràcter experimental i d'avantguarda. Destaquen sessions de "Expanded Cinema" i films de Philippe Garrel amb la cantant Nico en directe.
Des de setembre de 1983, data de l'inici de les emissions de TV3, Manuel Huerga inicia la seva trajectòria televisiva com a director i realitzador de programes, com ara: Estoc de pop (1983-85), magazine de cultura pop, exposicions, còmic i noves tendències, que inclou reportatges, entrevistes i concerts en directe; Arsenal (1985-1987); Clip-Club (1986); Max Headroom Show (1986); o Arsenal Atlas (1987).
Entre 1990 i 1992 és director de la Cerimònia d'inauguració i Clausura dels Jocs Olímpics Barcelona'92, assessor a la direcció de les Cerimònies d'inauguració i clausura dels XXV Jocs Paralímpics de Barcelona'92 i guionista i supervisor artístic de la Cerimònia Inaugural dels III Jocs Esportius Special Olímpics de Barcelona'92.
Entre 1997-2003 és director de BTV (Barcelona Televisió), i el 2004 és nomenat responsable d'Audiovisuals del Fòrum Universal de les Cultures. El 2015 va signar un manifest de suport a Barcelona en Comú.

## Filmografia

### Com a director
- 1986 Clip-Club (sèrie TV)
  - Episodi 1.1 (1986)
- 1986 Galeria oberta (sèrie TV)
  - Amargo (1986)
  - 1987 Fela Kuti
  - Olympia (1987)
  - Imagine (La pel·lícula) (1987)
  - Marcel Duchamp entre nosaltres, retard en vídeo (1987)
  - Sweet Disaster (1987)
- 1987 Arsenal Atlas (sèrie TV documental)
  - Atlas (1987)
  - Bombay: Paise! Paise! (1987)
  - Cairo: Ra vs. Ala (1987)
  - Cantón: Fens, yuans i renminbis (1987)
  - Delhi: Namaste (1987)
- 1989 Gaudí
- 1992 Cerimònia d'inauguració jocs olímpics Barcelona '92 (Telefilm)
- 1992 Cerimònia de clausura jocs olímpics Barcelona '92 (Telefilm)
- 1992 Les variacions Gould (documental)
- 1995 Antártida
- 1995 IX premios Goya (TV special)
- 1998 Cerimònia del centenari del Barça (Telefilm)
- 2004 The 2004 European Film Awards (Telefilm)
- 2004 Neruda en el corazón (Telefilm)
- 2005 Velvetina (vídeo) (part "Verde canalla")
- 2005 Viure un somni
- 2006 Salvador (Puig Antich)[2]
- 2008 Cara B (vídeo curt)
- 2002 VI edició de los 'Premios de la música' (Telefilm)
- 2009 Son and Moon: Diari d'un astronauta (documental)
- 2009 Un instante preciso (documental)[3]
- 2010 Operación Malaya (Minisèrie TV)
- 2010 Jordi Pujol, 80 anys (Telefilm)
- 2010 50 años de... (1 episodi de la sèrie TV)
  - Pan y circo (remix) (2010)
- 2011- 14 d'abril: Macià contra Companys
- 2014 Barcelona, la Rosa de Foc[4]
- 2016 Nit i dia (sèrie de TV)

### Com a guionista
- 1989 Gaudí
- 1992 Les variacions Gould (documental)
- 2009 Son and Moon: Diari d'un astronauta (documental)

## Premis i nominacions

### Premis
- Premis Ondas 2006 Premi Cinemania per Salvador (Puig Antich) (2006).
- Premis Barcelona del Col·legi de Directors de Cinema de Catalunya 2006 al millor director per Salvador (Puig Antich) (2006).
- Xl Festival de Cine Espanyol de Toulouse i Midi Pyrénées, Cinespaña 2006 premi del públic per Salvador (Puig Antich) (2006).
- Premis Turia 2007 Premi especial per Salvador (Puig Antich) (2006).
- Premis Butaca 2007 Millor pel·lícula catalana per Salvador (Puig Antich) (2006).
- Premi Sant Jordi 2007 Millor pel·lícula espanyola per Salvador (Puig Antich) (2006).

### Nominacions
- Goya al millor director per Antártida (1996).
- Festival Internacional de Ghent: Grand Prix per Salvador (Puig Antich) (2006).
- Goya al millor director per Salvador (Puig Antich) (2007).